# Médaille du Mérite (Québec)
Pour les articles homonymes, voir Médaille du Mérite.
La médaille du Mérite est une médaille décernée au Québec par l'Ordre des architectes du Québec. Elle est décernée aux architectes pour leur contribution exceptionnelle à l’essor de la profession ou à la qualité de l’architecture au Québec ou pour l’ensemble de leur carrière,

## Liste des lauréats
- 2011 – Mario Saia
- 2009 – Dan Hanganu[3]
- 2008 – Richard Birtz (à titre posthume)
- 2007 – Paul Gauthier[4]
- 2006 – Gilles L. Larose
- 2005 – Paul Faucher
- 2004 – Eva Vecsei
- 2003 – Paul O. Trépanier
- 2002 – Fernand Tremblay
- 2001 – Zbigniew Jarnusckiewicz
- 2000 – Serge Viau
- 1999 – Victor Prus
- 1998 – Pierre Boyer-Mercier[5]
- 1997 – Bernard Jodoin (à titre posthume)
- 1996 – Paul-André Tétreault
- 1995 – Norbert Schoenauer
- 1994 – Guy Desbarats
- 1993 – Evans St-Gelais
- 1992 – Édouard Fiset
- 1991 – Marcel Monette
- 1990 – André Blouin
- 1989 – Jean-Marie Roy
- 1988 – Lucien Mainguy (à titre posthume)
- 1987 – Gérard Venne
- 1986 – Henri-P. Labelle
- 1985 – Patrick Blouin (à titre posthume)
- 1984 – Gilles S. Bonetto (à titre posthume)
- 1983 – Raymond Affleck
- 1981 – Phyllis B. Lambert
- 1980 – Aimé Desautels
- 1979 – Gilles Marchand
- 1978 – Jean Ouellet
- 1976 – Jean-Luc Poulin
- 1970 – John Bland
- 1966 – Ernest Cormier
- 1961 – Henri Mercier
- 1956 – J. Cecil McDougall
- 1954 – Ernest I. Barott
- 1953 – Maurice Payette et Harold Lawson
- 1952 – Pierre Lévesque et D. Jérôme Spence
- 1951 – Louis-Napoléon Audet